# ال بایسییو
ال بایسییو (به اسپانیایی: El Vallecillo) یک شهرستان در اسپانیا است که در استان تروئل واقع شده‌است.

## خصوصیات
ال بایسییو ۲۱ کیلومترمربع مساحت و ۶۰ نفر جمعیت دارد.